# 1948 Kampala
1948 Kampala eller 1935 GL är en asteroid i huvudbältet som upptäcktes 3 april 1935 av den sydafrikanske astronomen Cyril V. Jackson i Johannesburg. Det har fått sitt namn efter staden Kampala i Uganda.